# 사이타마 슈퍼 아레나
사이타마 슈퍼 아레나(일본어: さいたまスーパーアリーナ)는 사이타마현 사이타마시 주오구에 위치한, 주식회사 사이타마 슈퍼 아레나가 관리, 운영하는 다목적 경기장이다. 2000년 10월 9일에는 4, 5층에 존 레넌 박물관이 설립됐다. 2020년 하계 올림픽 농구 경기가 이곳에서 열리고 공연자목록에 한국 K-POP 가수들과 일본가수의 콘서트는 이곳에서 열린다.
주식회사사이타마아레나(株式会社さいたまアリーナ)는 사이타마현이 최대주주(30%)인 공기업이다.
- 2002년 ~ 2003년 Route0에서 수영이랑 같이활동한 타카하시 마리나가 소녀시대콘서트한 이장소에 방문해서 수영이랑 만나서 사진찍었다

## NBA경기
| 날짜             | 팀1                   | 스코어    | 팀2                   | 비고          |
| ---------------- | --------------------- | --------- | --------------------- | ------------- |
| 2003년 10월 30일 | 로스앤젤레스 클리퍼스 | 100 - 109 | 시애틀 슈퍼소닉스     | 정규시즌 경기 |
| 2003년 11월 1일  | 시애틀 슈퍼소닉스     | 124 - 105 | 로스앤젤레스 클리퍼스 | 정규시즌 경기 |
| 2019년 10월 8일  | 휴스턴 로키츠         | 129 - 134 | 토론토 랩터스         | 프리시즌 경기 |
| 2019년 10월 10일 | 토론토 랩터스         | 111 - 118 | 휴스턴 로키츠         | 프리시즌 경기 |
| 2022년 9월 30일  | 골든스테이트 워리어스 | 96 - 87   | 워싱턴 위저즈         | 프리시즌 경기 |
| 2022년 10월 2일  | 워싱턴 위저즈         | 95 - 104  | 골든스테이트 워리어스 | 프리시즌 경기 |

## 공연자
- 보아-콘서트
- EXO-팬미팅,콘서트
- 김재중-콘서트
- 샤이니-복귀콘서트
- 방탄소년단-2017년6월 20일콘서트
- 세븐틴-2017년7월 26일콘서트(5회공연)
- 와타나베 마유-2017년10월 31일졸업콘서트
- ℃-ute-2017년6월 12일해산콘서트
- IZ*ONE(아이즈원)-EYES ON ME 1ST CONCERT IN SAITAMA
- 방탄소년단 제이홉-HOPE ON THE STAGE IN SAITAMA D-1: 2025.04.19 D-2 : 2025.04.20

## 같이 보기
- 파리 라데팡스 아레나